# Hausergade
Hausergade er en kort gade i Indre By i København, der går fra Hauser Plads til Kultorvet. Gaden og pladsen opstod ved genopbygningen efter Københavns bombardement i 1807, hvor området blev ødelagt. Handelsmanden Conrad Hauser (1743-1824) stod for genopførelsen af en række ejendomme i kvarteret, og han kom til at lægge navn til både gade og plads i 1811.
I blokken mellem Hausergade, Kultorvet, Pustervig og Hauser Plads ligger komplekset Knud Højgårds Hus, også kaldet Biblioteksgården. Den blev opført i 1957 efter tegninger af Oscar Gundlach-Pedersen og Ebbe Andresen og erstattede en række huse fra 1830'erne. Bygningen fungerede oprindeligt som hovedbibliotek, der flyttede hertil fra Nikolaj Kirke. I 1993 flyttedes til det nuværende Københavns Hovedbibliotek i Krystalgade. Efterfølgende kom uddannelsesinstitutionen Niels Brock til at holde til i komplekset.
De to bygninger på den anden side af gaden har husnumre i forlængelse af dem på Hauser Plads. Den fireetages nr. 34 blev opført for brændevinsbrænder M. Kleistrup i 1857-1858 og fredet i 1950. Den treetages hjørneejendom i nr. 36 ved Sankt Gertruds Stræde blev opført for urtekræmmer Frederich Schnabel i 1824-1850 og ligeledes fredet i 1950. Theodor Vilhelm Rumohr, der skrev en række historiske romaner, boede her fra 1842 til 1851.